# Riksväg 16
För andra betydelser, se Riksväg 16 (olika betydelser).
| 16 |

Riksväg 16 var en 23 kilometer lång regional förbindelseled i Skåne mellan trafikplats Flädie på E6/E20 och Dalby vid Riksväg 11 öster om Lund. Det var en viktig regional väglänk som förband Lund med E6/E20 norrut och för all pendlingstrafik från Bjärred och Dalby som ska in till Lund. Längs en kort sträcka genom Lund var vägen en motorväg tillsammans med E22.
I och med att E16 infördes 2012 togs Riksväg 16 bort. Vägen har numera i sträckan mellan Lund och Dalby bytt nummer till länsväg 102. Sträckningen som förbinder E6 till E22 (trafikplats Flädie till trafikplats Lund Norra) har av Trafikverket getts det interna numret E6.02, se grenväg.

## Standard
Från Bjärred till trafikplats Flädie är vägen vanlig landsväg. Därefter blir vägen en 2+2-väg (se fyrfältsväg). Efter Nova köpcentrum fortsätter sträckningen på Norra ringen, som invigdes 1969, fram till trafikplats Lund Norra. Norra ringen är gestaltningsmässigt utformad som en motorväg – med skilda körbanor, bred mittremsa och vägren, men i motsats till motorväg korsar andra vägar i plan med trafikljusreglerade korsningar och cirkulationsplatser, så även denna sträcka klassificeras som 2+2-väg. Ursprungligen skulle hela Lund ha ett sådant ringvägsnät men protester från miljörörelse och ändrade planer för bostadsbyggande förändrade hela situationen, och istället har motorvägen E22 fått bilda substitut för den östra ring som planerades men inte genomförts. Vid trafikplats Lund Norra följer därför riksvägen motorvägen E22 ett par kilometer söderut innan vägen svänger av vid trafikplats Gastelyckan. Därefter fortsätter vägen i samma stil som Norra ringen med 2+2-väg, innan vägen smalnar av till vanlig landsväg. Resten av vägen, som slutar vid en cirkulationsplats utanför Dalby där Riksväg 11 tar vid, har en speciell detalj: utefter körbanan kantas vägrenen på bägge sidor av avkörningsbarriärer, för att förhindra avåkningar ned på åkrarna.

## Historia
På 1940- och 1950-talen var det bara småvägar mellan Lund och Bjärred och motorvägen från Malmö och norrut mot Helsingborg fanns inte. Sträckan från Lund till Dalby var länsväg 42, samma sträckning som 2011, förutom att vägen förr gick genom Dalby, och numera utanför. 1962 infördes riksväg 16 från E6 vid Bjärred via Lund till Dalby, och ungefär samtidigt invigdes den ganska breda landsvägen Bjärred-Lund samt motorvägen E6 förbi Lund. Norra ringen förbi Lund byggdes i slutet av 1960-talet och invigdes 1969. År 2012 slopades Riksväg 16, och numret användes från och med då istället för E16 mellan norska gränsen vid Torsby och Gävle. Sträckan av riksväg 16 mellan Lund och Dalby är sedan dess en del av länsväg 102, och sträckan Lund till Flädie kallas E6.02 men skyltas inte med något nummer.

## Trafikplatser och korsningar
|  | Nr       | Namn                    | Skyltning                  |
|  | -------- | ----------------------- | -------------------------- |
|  | motorväg | Trafikplats Flädie      | E6 E20 Malmö Göteborg      |
|  |          | Trafikplats Gunnesbo    | 108 Röstånga Trelleborg    |
|  |          | Lund                    |                            |
|  |          | Lund                    | 103 Lomma (Rv 16 svänger)  |
|  |          | Trafikplats Lund Norra  | E22 Kalmar (Rv 16 svänger) |
|  |          | Trafikplats Gastelyckan | E22 Malmö (Rv 16 svänger)  |
|  |          | Dalby                   | 11 Malmö Simrishamn        |